# 小坂まりこ
小坂 まりこ（こさか まりこ、5月9日 - ）は、日本の漫画家。和歌山県出身。
2005年、ちゃおまんがスクール331回ちゃお銀賞を受賞。同年、「I☆マイセルフ」（『ちゃおDX』初夏の増刊号掲載）にてデビュー。以降、『ちゃお』・『ぷっちぐみ』・小学館の学年別学習雑誌（いずれも小学館）等で執筆活動を展開。

## 作品一覧

### 過去作品
- まんてん・いろは小町（『ちゃお』2008年3月号〜5月号）
- ぱわふる☆チアーズ!!（『ちゃお』2007年11月号〜2008年1月号）
- 戦国ダンス STEP ON THE WARRIOR（漫画版担当）
- ラッキー☆チェンジ
- I☆マイセルフ
- サウンドプラス
- ホントにイチバン!
- 彼と私のメカニズム
- 6ねん6くみバトル☆キッズ
- ベスト!?フレンド☆☆
- むてき▽G-ガールズ
- でこぼこ☆ケンカ日記
- とんでも☆マイブラザー!
- 海と君と宝物～世界一キラキラの夏～

### 読み切り
- ちゃおちゃおトラベル（『ちゃお』2008年お便りコーナー）

（『ちゃお』2009年1月号〜5月号）
- スマイリー!大作戦（『ちゃお』2007年9月号）

## 書誌情報
- 中原杏（原作）　小坂まりこ（作画） 『きらりん☆レボリューション』（既刊1巻） 小学館 〈ぴっかぴかコミックス〉 2007年6月1日第1刷発売[2] ISBN 978-4-09-148069-9
- 中原杏（原作）　小坂まりこ（作画） 『きらりん☆レボリューション　きらりとあかり編』 小学館 〈てんとう虫コミックススペシャル〉 2008年2月28日第1刷発売[2] ISBN 9784091404763
- 小坂まりこ 『ぱわふる☆チアーズ!!』 小学館 〈フラワーコミックス〉 2008年2月29日第1刷発売[2] ISBN 978-4-09-131508-3
- 小坂まりこ 『まんてん・いろは小町』 小学館 〈ちゃおコミックス〉 2008年7月1日第1刷発売[2] ISBN 978-4-09-131768-1
- 小坂まりこ 『ウルトラはなまるZ組』 小学館 〈ちゃおコミックス〉 2009年6月1日第1刷発売[2] ISBN 978-4-09-132346-0